# Ozarba devylderi
Ozarba devylderi är en fjärilsart som beskrevs av Emilio Berio 1940. Ozarba devylderi ingår i släktet Ozarba och familjen nattflyn. Inga underarter finns listade i Catalogue of Life.